# Cristuru Secuiesc
Cristuru Secuiesc (en húngaro: Székelykeresztúr) es una ciudad de Rumania en el distrito de Harghita.

## Geografía
Se encuentra a una altitud de 393 m s. n. m. a 287 km de la capital, Bucarest.

## Demografía
Según estimación 2012 contaba con una población de 11 576 habitantes. La mayoría es de origen húngaro.
| 1948 | 1956  | 1966  | 1977  | 1992   | 2002  | 2012   |
| s/d  | 5 194 | 5 942 | 7 197 | 10 611 | 9 672 | 11 576 |